# Aire d'attraction de Brive-la-Gaillarde
L'aire d'attraction de Brive-la-Gaillarde est un zonage d'étude défini par l'Insee pour caractériser l’influence de la commune de Brive-la-Gaillarde sur les communes environnantes. Publiée en octobre 2020, elle se substitue à l'aire urbaine de Brive-la-Gaillarde, qui comportait 44 communes dans le dernier zonage qui remontait à 2010.

## Définition
L'aire d'attraction d'une ville est composée d’un pôle, défini à partir de critères de population et d’emploi, ainsi que d’une couronne constituée des communes dont au moins 15 % des actifs travaillent dans le pôle. Le pôle d’attraction constitue ainsi un point de convergence des déplacements domicile-travail,.

## Type et composition
L’aire d'attraction de Brive-la-Gaillarde est une aire inter-régionale qui comporte 80 communes : 70 situées dans la Corrèze, 6 dans la Dordogne et 4 dans le Lot.
Elle est catégorisée dans les aires de 50 000 à moins de 200 000 habitants, une catégorie qui regroupe 25,3 % de la population de Nouvelle-Aquitaine et 18,5 % au niveau national.

### Carte

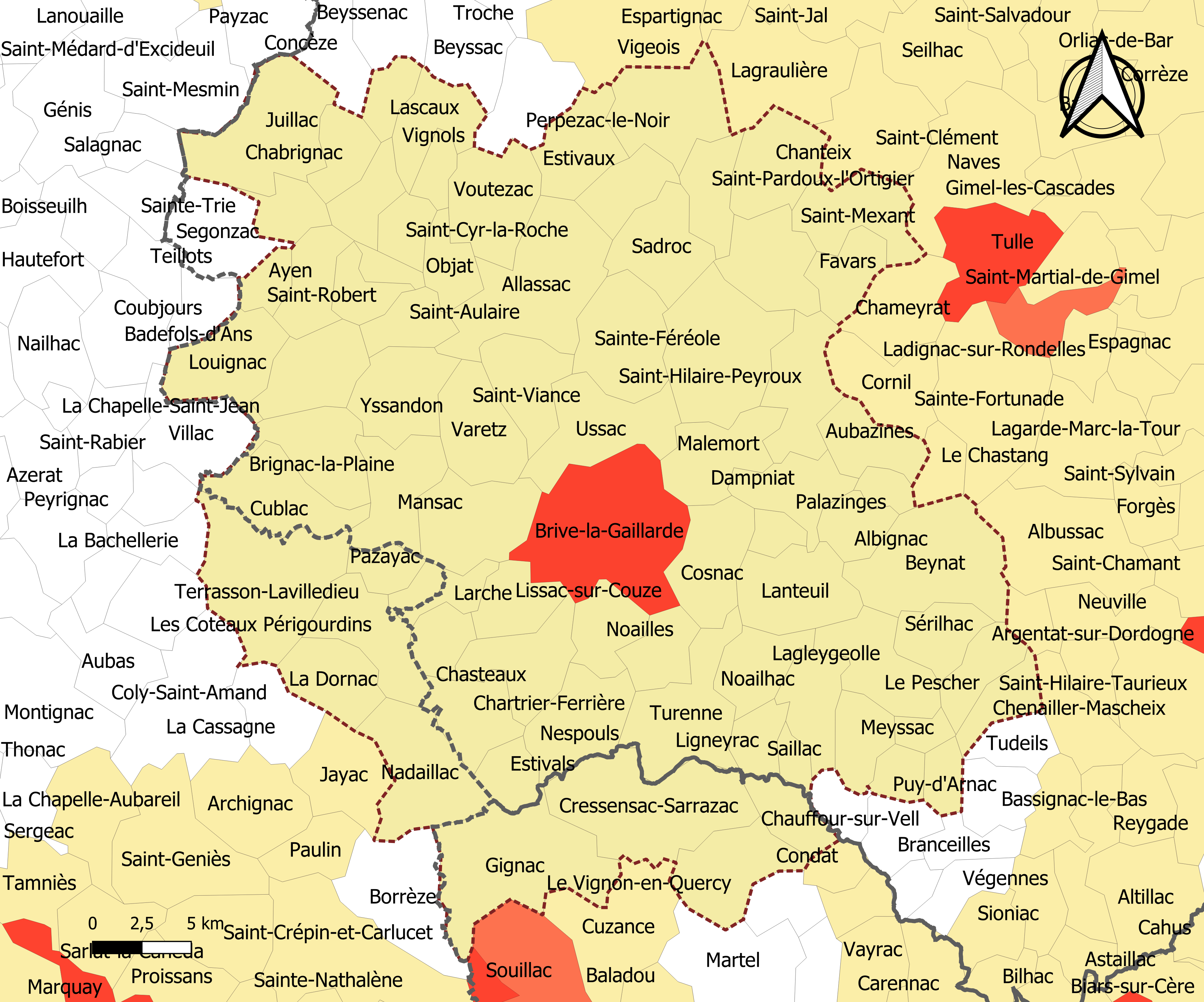
Carte de l'aire d'attraction de Brive-la-Gaillarde.
Commune-centre
Commune de la couronne

### Composition communale
| Catégorie               | Département | Communes | Communes |
| Catégorie               | Département | Nombre   | Libellé |
| ----------------------- | ----------- | -------- | --- |
| Commune-centre          | Corrèze     | 1        | Brive-la-Gaillarde. |
| Communes de la couronne | Corrèze     | 69       | Albignac, Allassac, Aubazines, Ayen, Beynat, Brignac-la-Plaine, Chabrignac, Chanteix, La Chapelle-aux-Brocs, Chartrier-Ferrière, Chasteaux, Collonges-la-Rouge, Cosnac, Cublac, Dampniat, Donzenac, Estivals, Estivaux, Favars, Jugeals-Nazareth, Juillac, Lagleygeolle, Lanteuil, Larche, Lascaux, Ligneyrac, Lissac-sur-Couze, Lostanges, Louignac, Malemort, Mansac, Marcillac-la-Croze, Meyssac, Nespouls, Noailhac, Noailles, Objat, Palazinges, Perpezac-le-Blanc, Perpezac-le-Noir, Le Pescher, Rosiers-de-Juillac, Sadroc, Saillac, Saint-Aulaire, Saint-Bazile-de-Meyssac, Saint-Bonnet-la-Rivière, Saint-Bonnet-l'Enfantier, Saint-Cernin-de-Larche, Saint-Cyprien, Saint-Cyr-la-Roche, Saint-Germain-les-Vergnes, Saint-Hilaire-Peyroux, Saint-Julien-Maumont, Saint-Mexant, Saint-Pantaléon-de-Larche, Saint-Pardoux-l'Ortigier, Saint-Robert, Saint-Solve, Saint-Viance, Sainte-Féréole, Sérilhac, Turenne, Ussac, Varetz, Vars-sur-Roseix, Vignols, Voutezac, Yssandon. |
| Communes de la couronne | Dordogne    | 6        | Les Coteaux Périgourdins, La Dornac, La Feuillade, Nadaillac, Pazayac, Terrasson-Lavilledieu. |
| Communes de la couronne | Lot         | 4        | Cavagnac, Cressensac-Sarrazac, Gignac, Le Vignon-en-Quercy. |